# Kitāb ṣalāt al‐sawā'ī
Il Kitāb ṣalāt al‐sawā'ī o horologium breve, cioè "Il libro della preghiera delle piccole ore", è il primo libro in assoluto stampato interamente con caratteri arabi.

## Descrizione
L'opera fu stampata a Fano nel 1514 dal tipografo marchigiano Gregorio de' Gregori, già socio di Paganino de Paganini, e contiene una rielaborazione degli Horologia, cioè dei libri di preghiera in uso presso i cristiani greci, destinata, secondo alcuni studiosi, al mercato dei cristiani melchiti di Siria. 
La lingua usata è l'arabo classico; il libro riporta come data e luogo di pubblicazione il 12 settembre 1514 a Fano. L'opera uscì nello Stato Pontificio perché nella Repubblica di Venezia uno stampatore concorrente, Democrito Terracina, aveva ottenuto un privilegio venticinquennale per la stampa di opere in arabo e in altre lingue orientali su tutto il territorio veneziano.